# Linia tramwajowa Alessandria – Casale Monferrato
Linia tramwajowa Alessandria – Casale Monferrato – istniejąca w latach 1880–1935 linia tramwaju międzymiastowego, która łączyła Alessandrię z Casale Monferrato przez gminy Castelletto Monferrato, San Salvatore Monferrato, Mirabello i Occimiano we Włoszech.

## Historia
Historia linii rozpoczyna się 7 kwietnia 1880 roku, kiedy to w Sali Konsularnej Ratusza Miejskiego w Alessandrii omówiono i przyjęto wniosek z 16 kwietnia 1876 roku dotyczący budowy dwóch linii tramwajów parowych: jednej z Alessandrii do Sale, drugiej z Alessandrii do Casale Monferrato. Wnioskodawcami byli Domenico Bellisomi i Ercole Belloli.
Inauguracja linii Alessandria – Sale i Alessandria – Casale odbyła się 1 sierpnia 1880 r. w obecności ministra sprawiedliwości Tommaso Villi, parlamentarzystów z prowincji Alessandria i prefekta. W październiku 1881 r. Belloli i Bellisomi, w międzyczasie nagrodzeni Orderem Korony Włoch, sprzedali linię belgijskiemu przedsiębiorstwu Società Anonima delle Tramvie a Vapore della Provincia di Alessandria, założonemu rok wcześniej w Brukseli i upoważnionemu do działania we Włoszech od lutego 1881 r.
Z biegiem czasu linia ta, podobnie jak inne linie obsługiwane przez belgijskie przedsiębiorstwo, nie była już w stanie zaspokoić potrzeb miejscowej ludności, oferując usługi o coraz gorszej jakości. 1 kwietnia 1927 r. zamknięto ruch na odcinku między San Salvatore a Casale Monferrato; pozostała część linii została zlikwidowana w 1935 r.

## Opis
Linia tramwajowa była jednotorowa o rozstawie szyn 1445 mm. Jej długość była równa 31,1 km. Maksymalne nachylenie trasy wynosiło 60‰, minimalny promień łuku 30 m, a maksymalna dopuszczalna prędkość 20 km/h.